# K. R. Meera
K. R. Meera (en malaiàlam: കെ.ആർ മീര) (Sasthamkotta, Kol·lam, Kerala, 19 de febrer de 1970) és una periodista i escriptora india en llengua malayalam. Primer va treballar com a periodista al diari Malayala Manorama, abans de dedicar-se més al món de la literatura. Va començar a escriure ficció el 2011. La seva primera col·lecció de contes, Ormayude Njarambu, es va publicar l'any 2002. Des d'aleshores, ha publicat cinc reculls de contes, dos contes, cinc novel·les i dos llibres infantils. El 2009, va guanyar el premi 'Kerala Sahitya Akademi' pel seu conte Ave Maria. La seva novel·la Aarachaar, publicada l'any 2002, és considerada una de les millors obres literàries en llengua malayalam.